# グレン・トライオン
グレン・トライオン（Glenn Tryon、1898年8月2日 - 1970年4月18日）は、アメリカ合衆国の俳優、映画監督。

## 作品
- 凸凹お化け騒動
- 凸凹空中の巻
- 乱暴選手

## 出演作品
- あけぼの
- 娘喜べ水兵上陸
- 当たって砕けろ
- がらくた宝島
- スキナーの昇給
- 美人投売一ドル均一
- ブロードウェイ
- 都会の哀愁
- 南京豆王子
- 南京豆小僧競馬の巻
- 南京豆小僧大成功
- 生娘二人入用
- 南京豆小僧
- 南京豆小僧天空の巻
- 弱虫運動療法